# Chloroxylon faho
Chloroxylon faho är en vinruteväxtart som beskrevs av René Paul Raymond Capuron. Chloroxylon faho ingår i släktet Chloroxylon och familjen vinruteväxter. Inga underarter finns listade i Catalogue of Life.